# Haškovcova Lhota
Haškovcova Lhota település Csehországban, a Tábori járásban. Haškovcova Lhota Rataje, Bechyně, Dobronice u Bechyně és Radětice településekkel határos. Lakosainak száma 74 fő (2024. január 1.).

## Népesség
A település lakosságának változását az alábbi diagram mutatja:
| Lakosok száma | 190  | 193  | 209  | 147  | 74   | 83   | 73   | 71   | 69   | 74   |
|               | 1869 | 1890 | 1921 | 1950 | 1980 | 2001 | 2017 | 2019 | 2022 | 2024 |